# Église Saint-Jean-Baptiste de La Bazoche-Gouet
L’église Saint-Jean-Baptiste est une église catholique située à La Bazoche-Gouet dans le département français d'Eure-et-Loir, en région Centre-Val de Loire.
L'édifice est classé au titre de monument historique en 1907.

## Historique
Cette église des XIIIe siècle, XVe et XVIe siècles, ne possède pas de transept. Elle compte une nef centrale à bardeaux, avec bas côtés. Le chœur se termine par une abside polygonale.

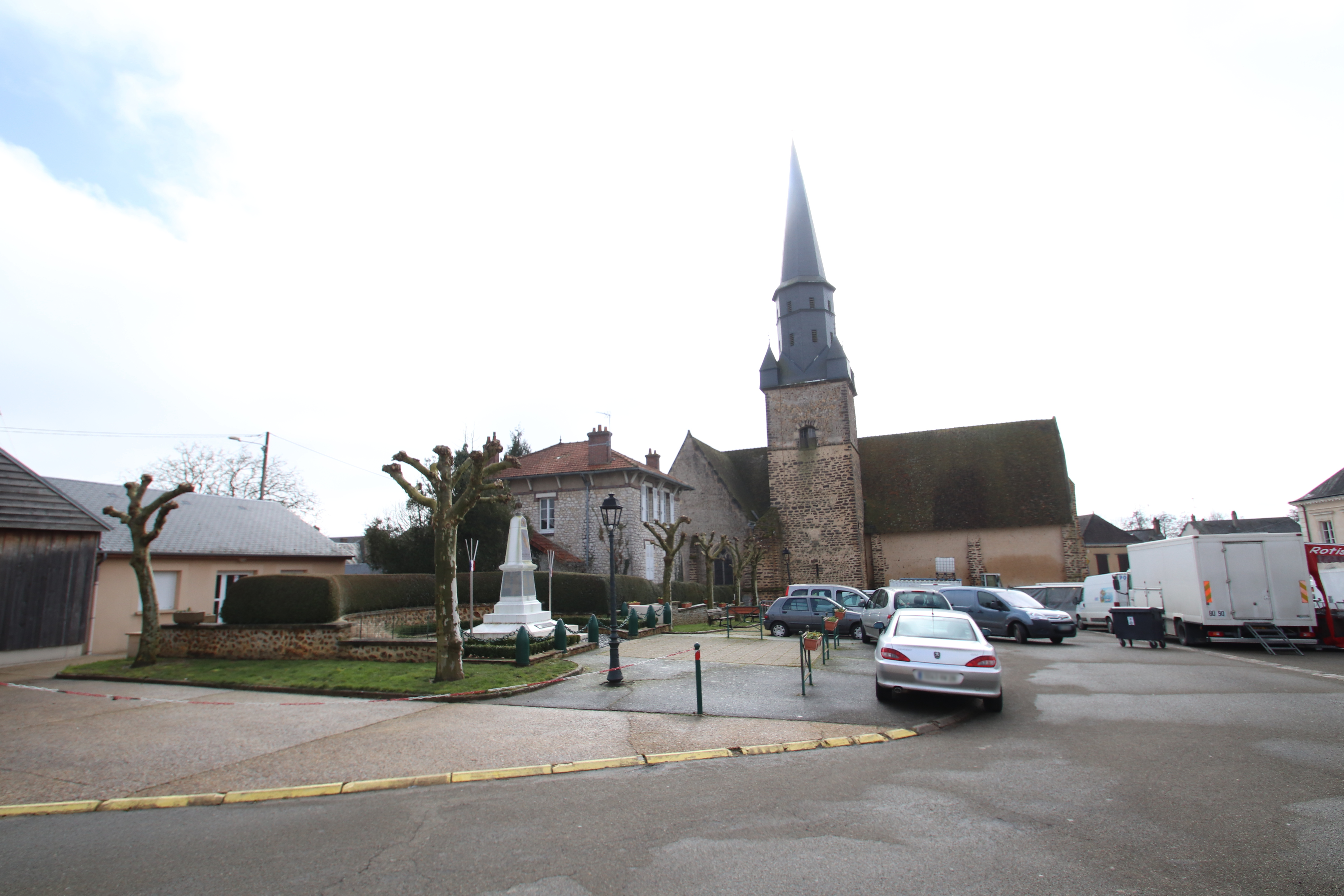
Vue générale.
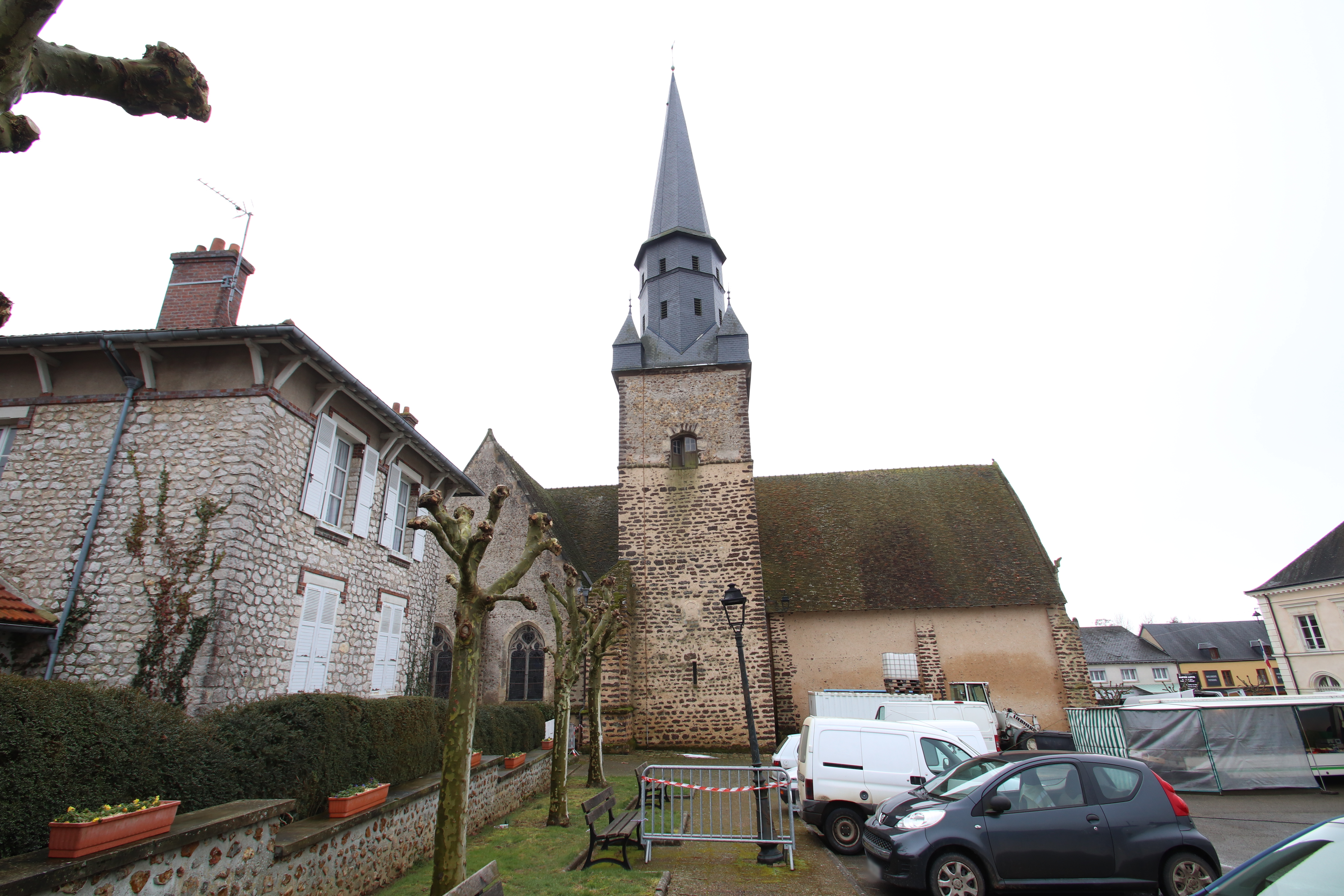
Clocher et mur nord.
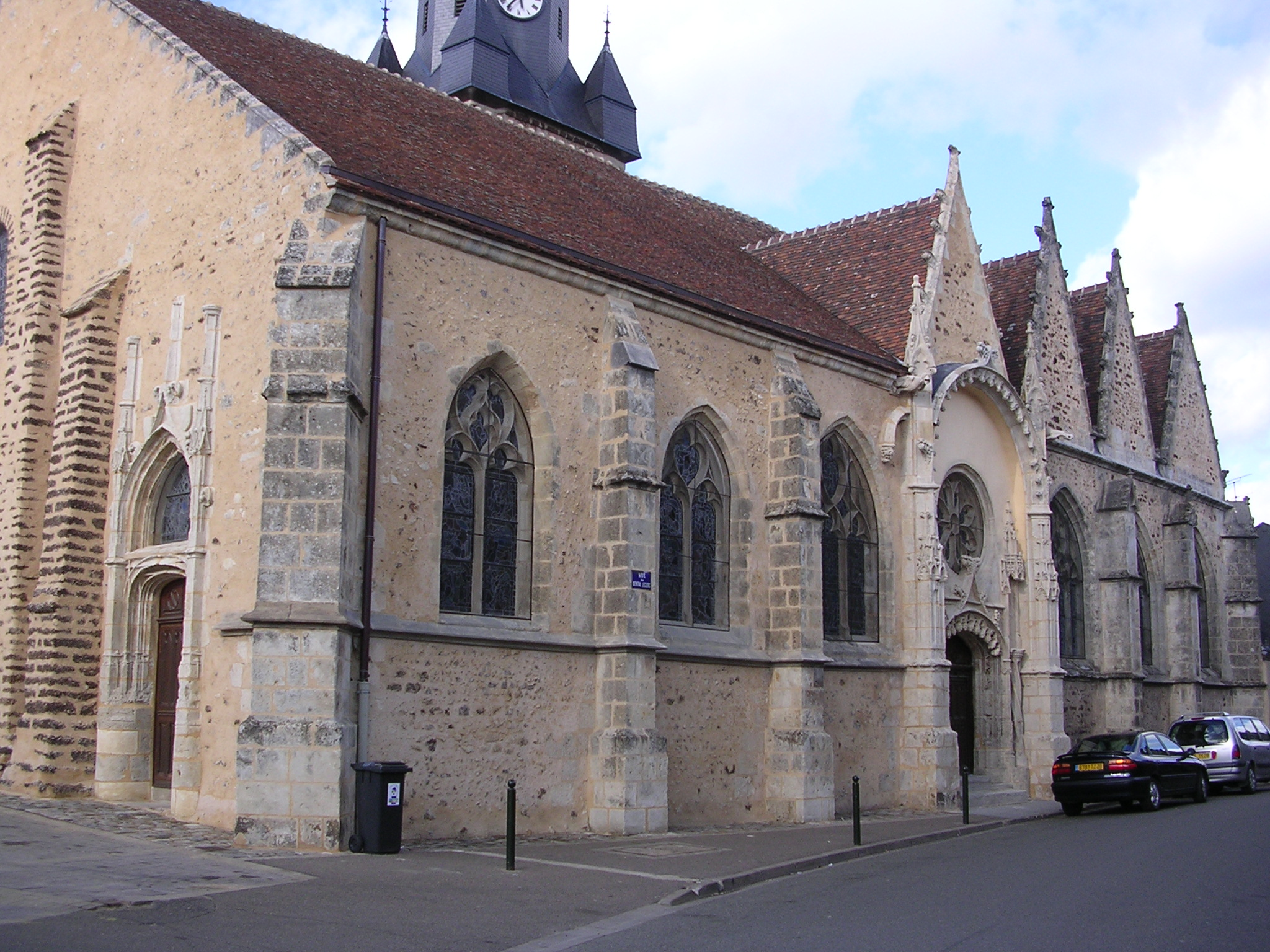
Façade sud.

### Verrières
L'abside est ornée de verrières datant de 1541 représentent diverses scènes de la Passion.
Ces vitraux du XVIe siècle (baies 1 à 4) sont classés monuments historiques au titre d'objet partiellement depuis 1908. Les baies 1 et 2 ont été restaurées au XVIIe siècle grâce à la famille de Bourbon-Conti, seigneurs de la Bazoche-Gouet de 1676 à 1719, les 4 au XIXe siècle, puis en 1974, par Michel Petit, maître-verrier dont l'atelier est situé à Thivars en Eure-et-Loir.

Les vitraux du XVIe siècle vus du chœur
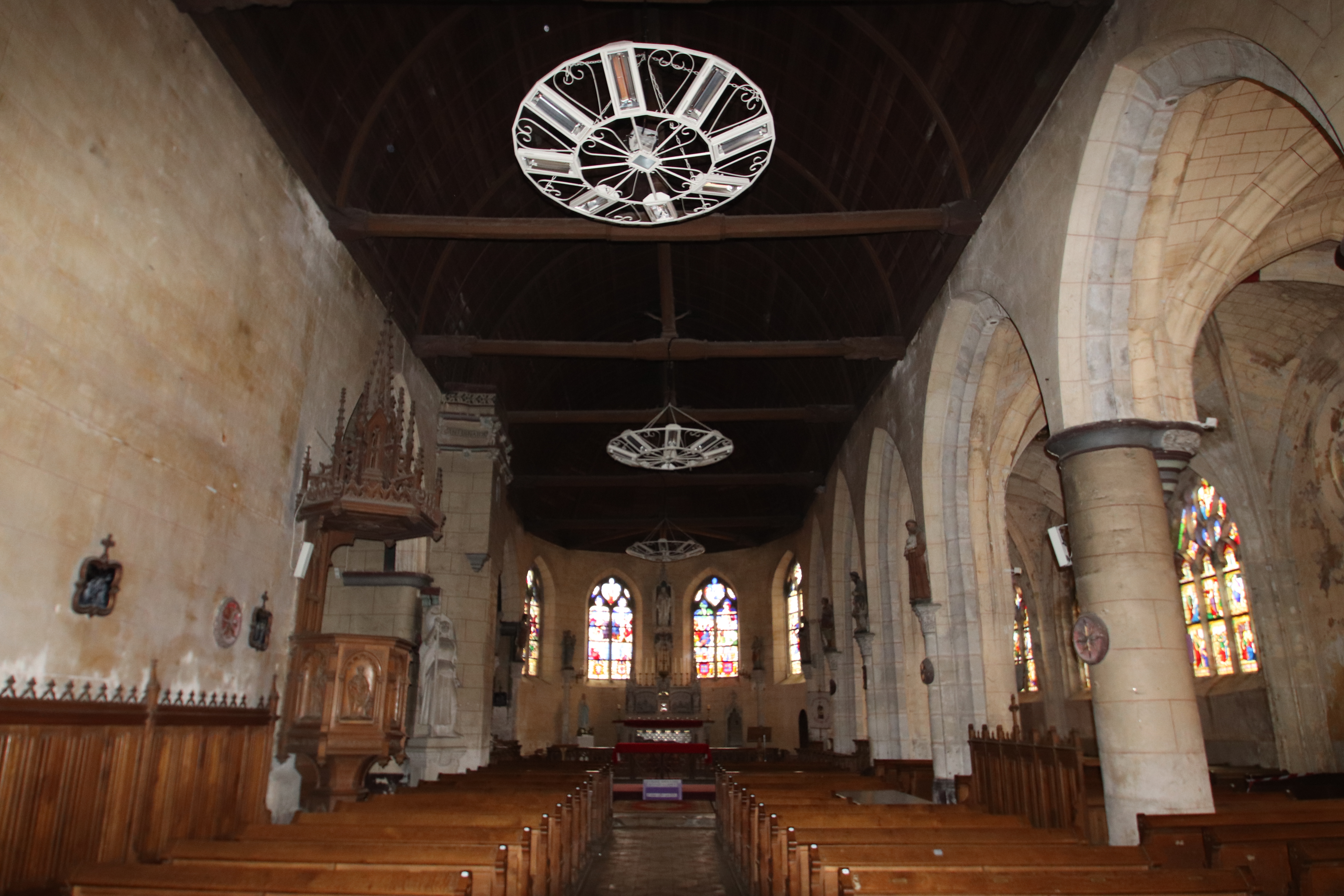
La nef et le chœur.
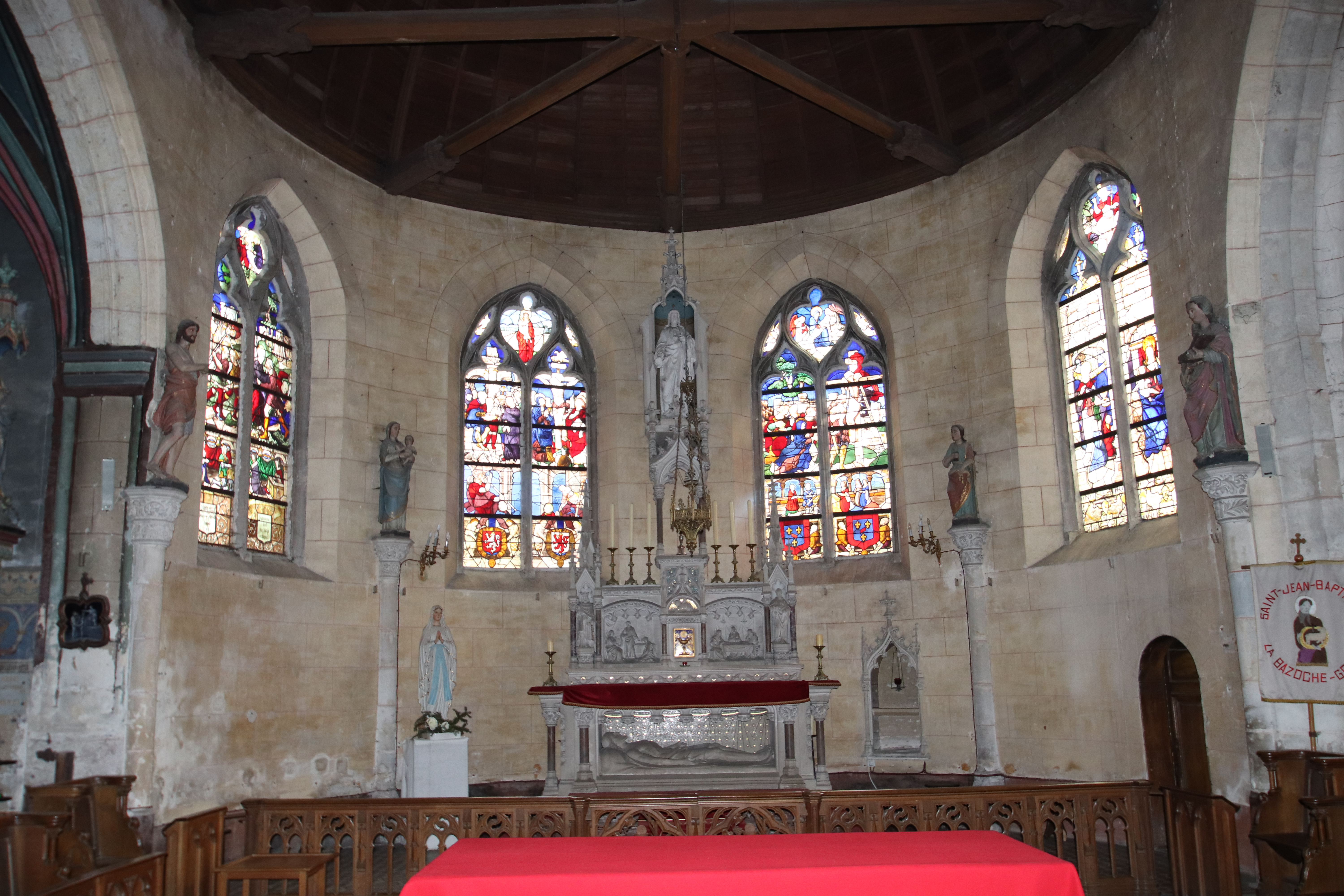
Le chœur.

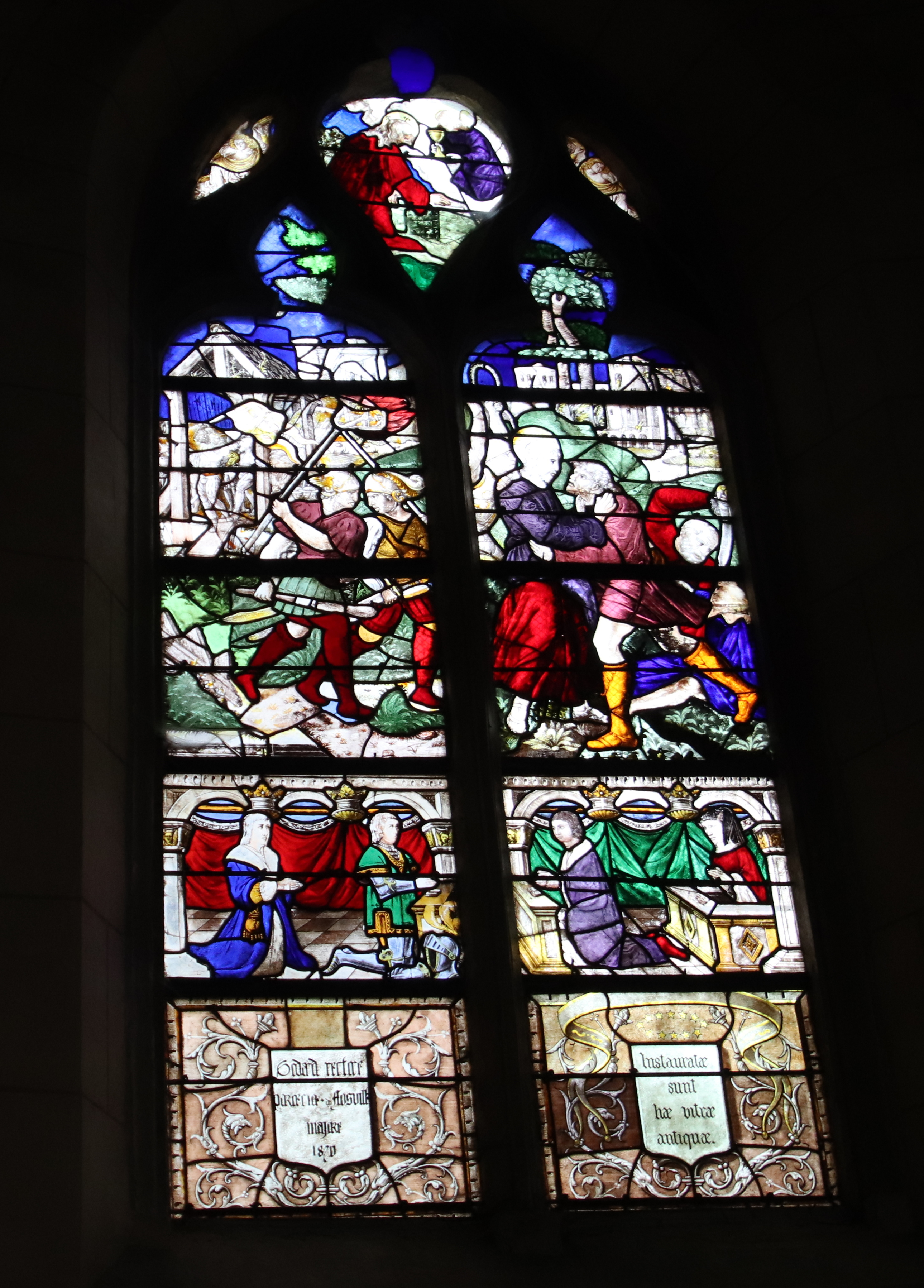
Baie n° 3.
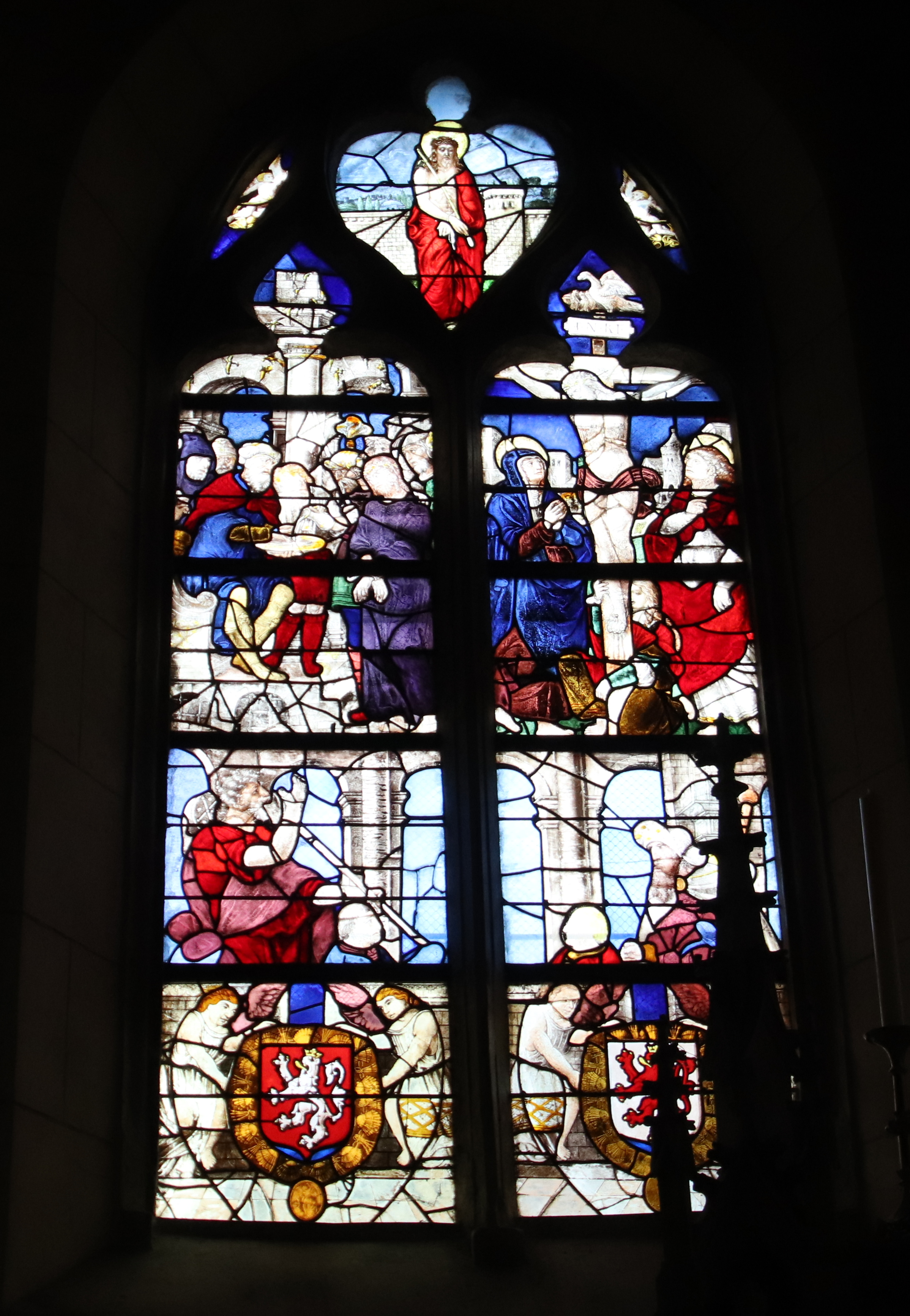
Baie n°1 Crucifixon, armes des Bourbon-Conti.
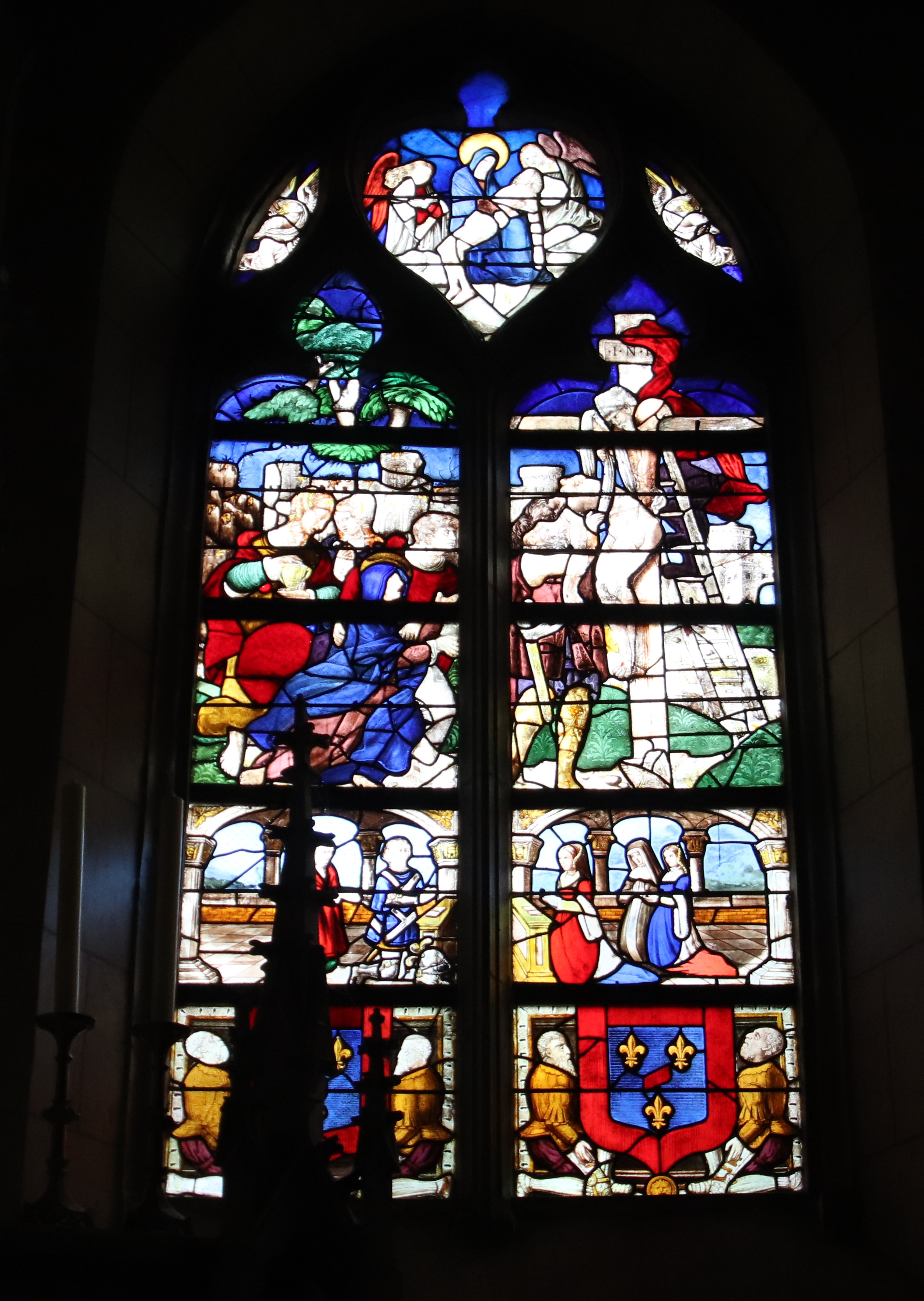
Baie n°2 Descente de Croix, armes des Bourbon-Conti.
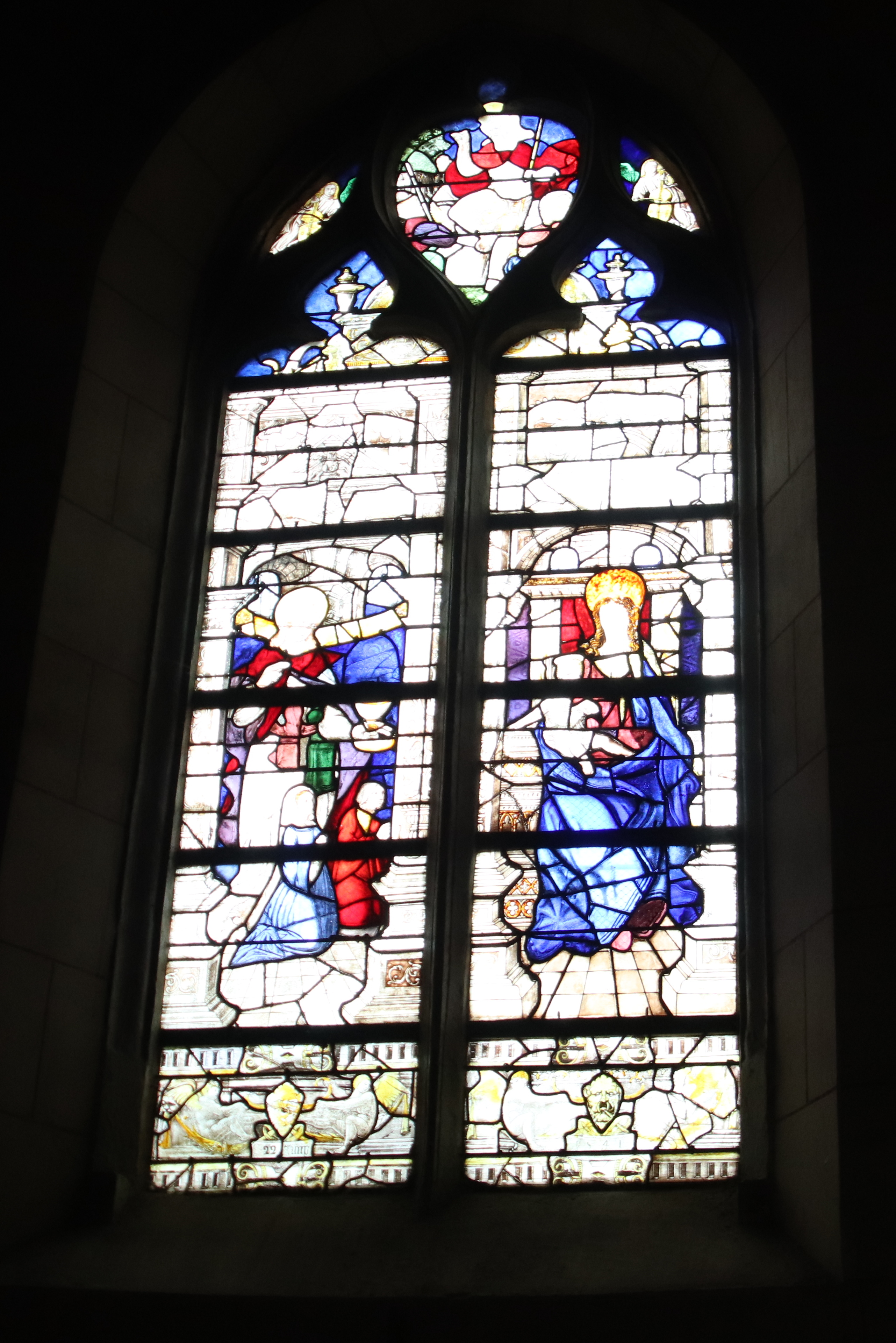
Baie n° 4.

Hors du chœur, les vitraux sont du XIXe siècle, réalisés par deux maîtres verriers renommés, les ateliers Lorin de Chartres et la fabrique de vitraux du carmel du Mans, le premier dans un style néo-roman, le second se rapprochant du style néo-gothique :

Les vitraux du XIXe siècle
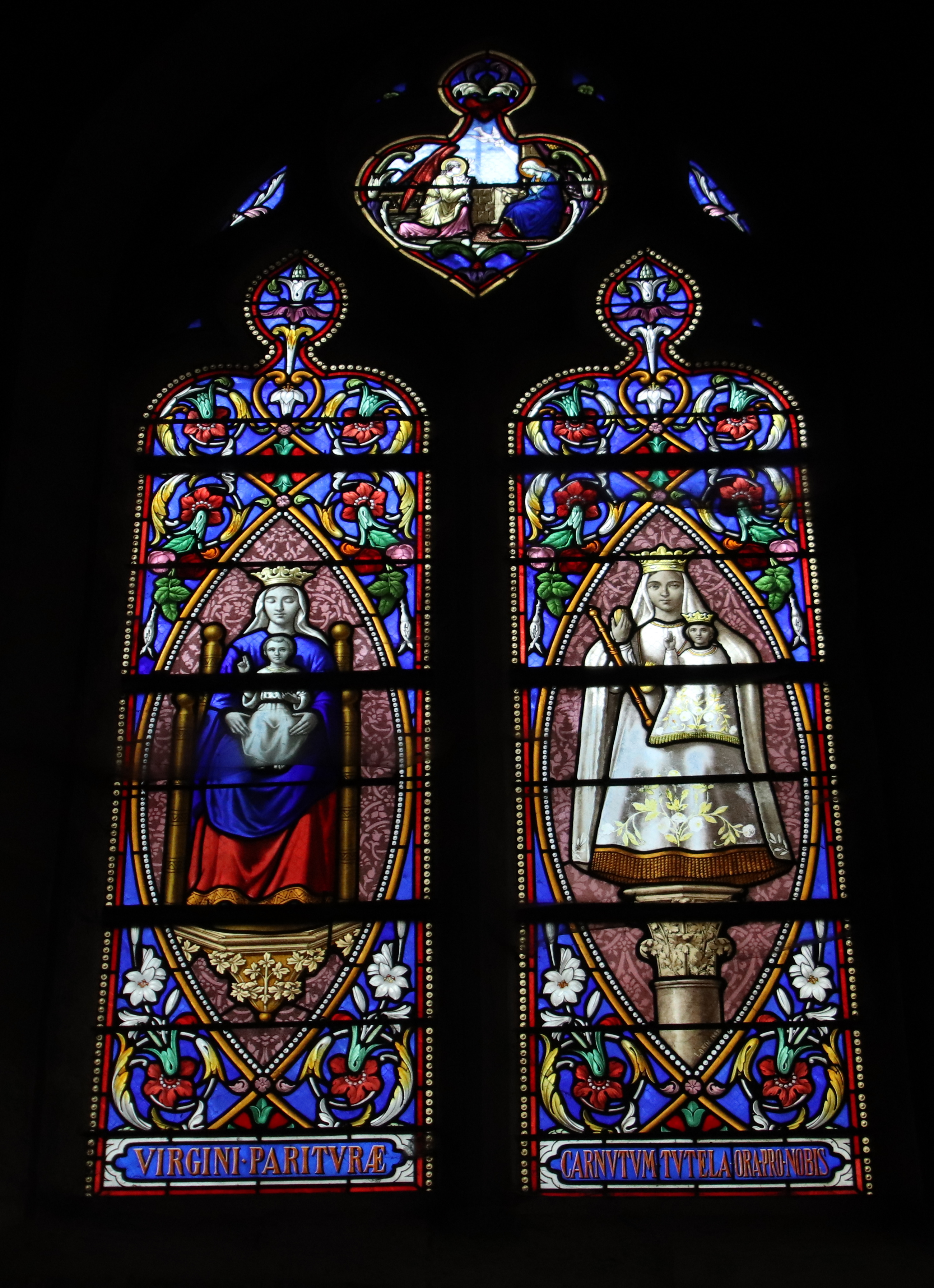
« Virgini pariturae » « Carnutum tutela ora pro nobis », Lorin, 1887.
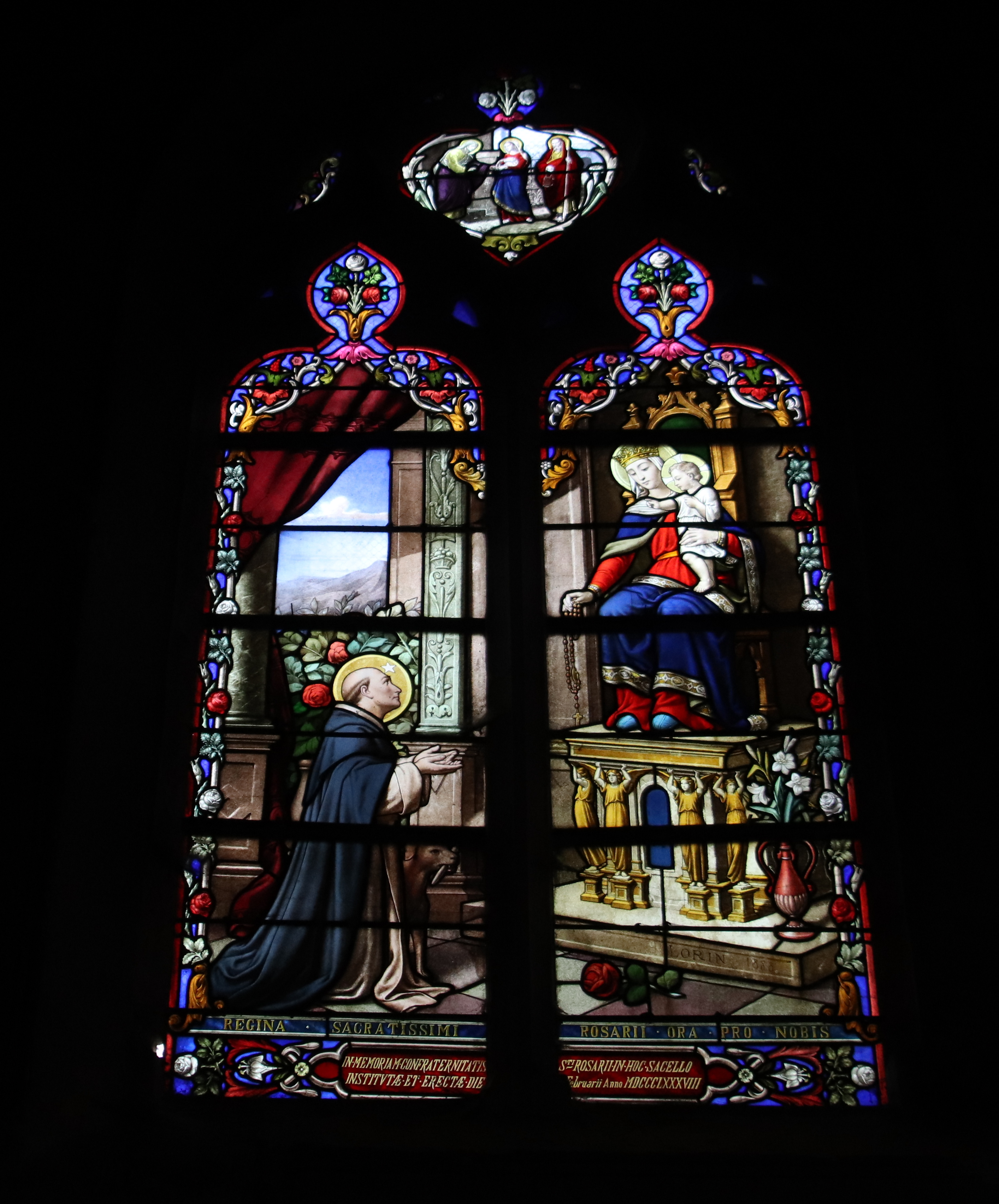
« Sacratissimi rosarii ora pro nobis », Lorin, 1888.
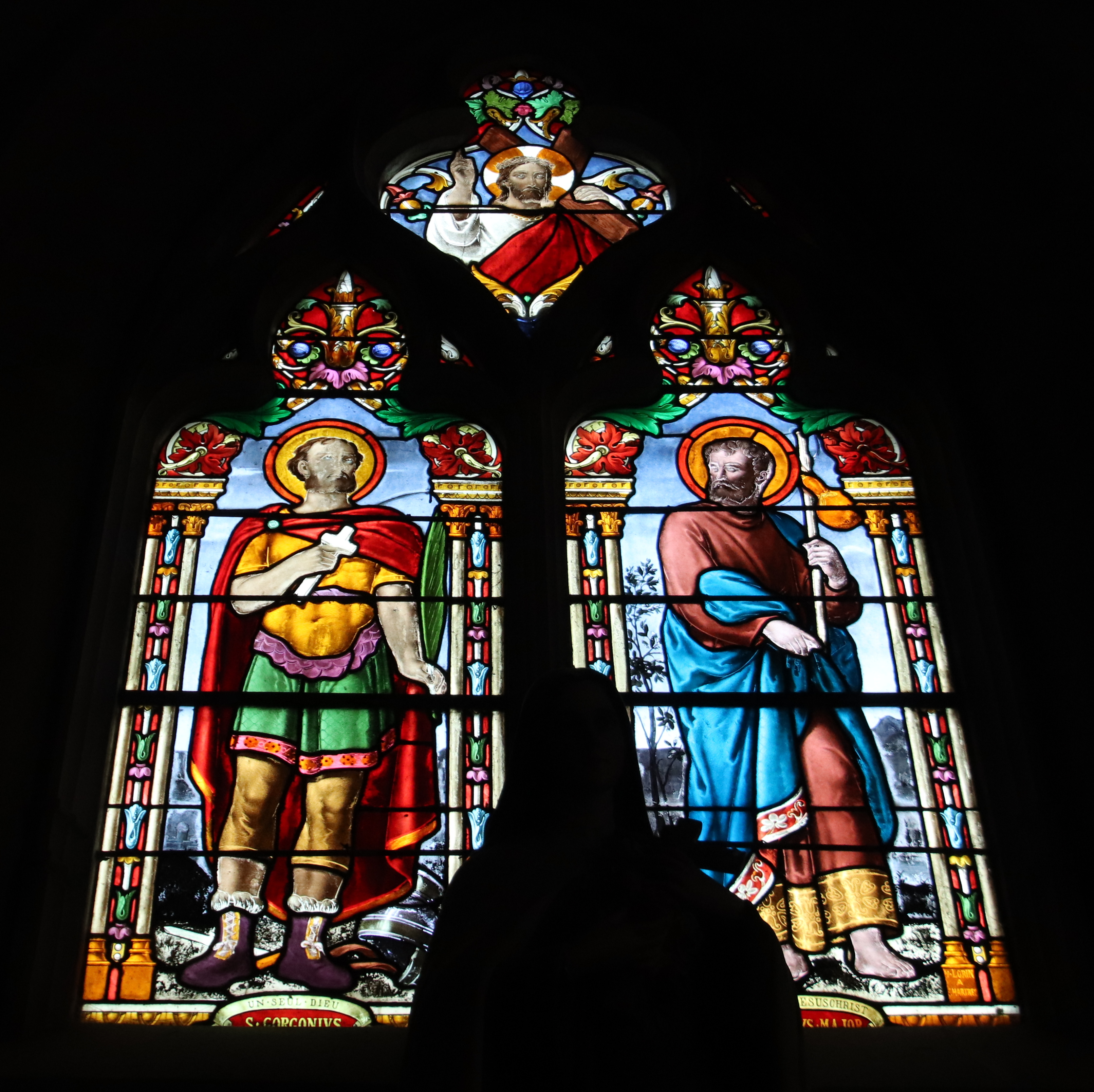
Saint Gourgon et saint Jacques, « Un seul Dieu Jésus Christ », veuve Lorin.
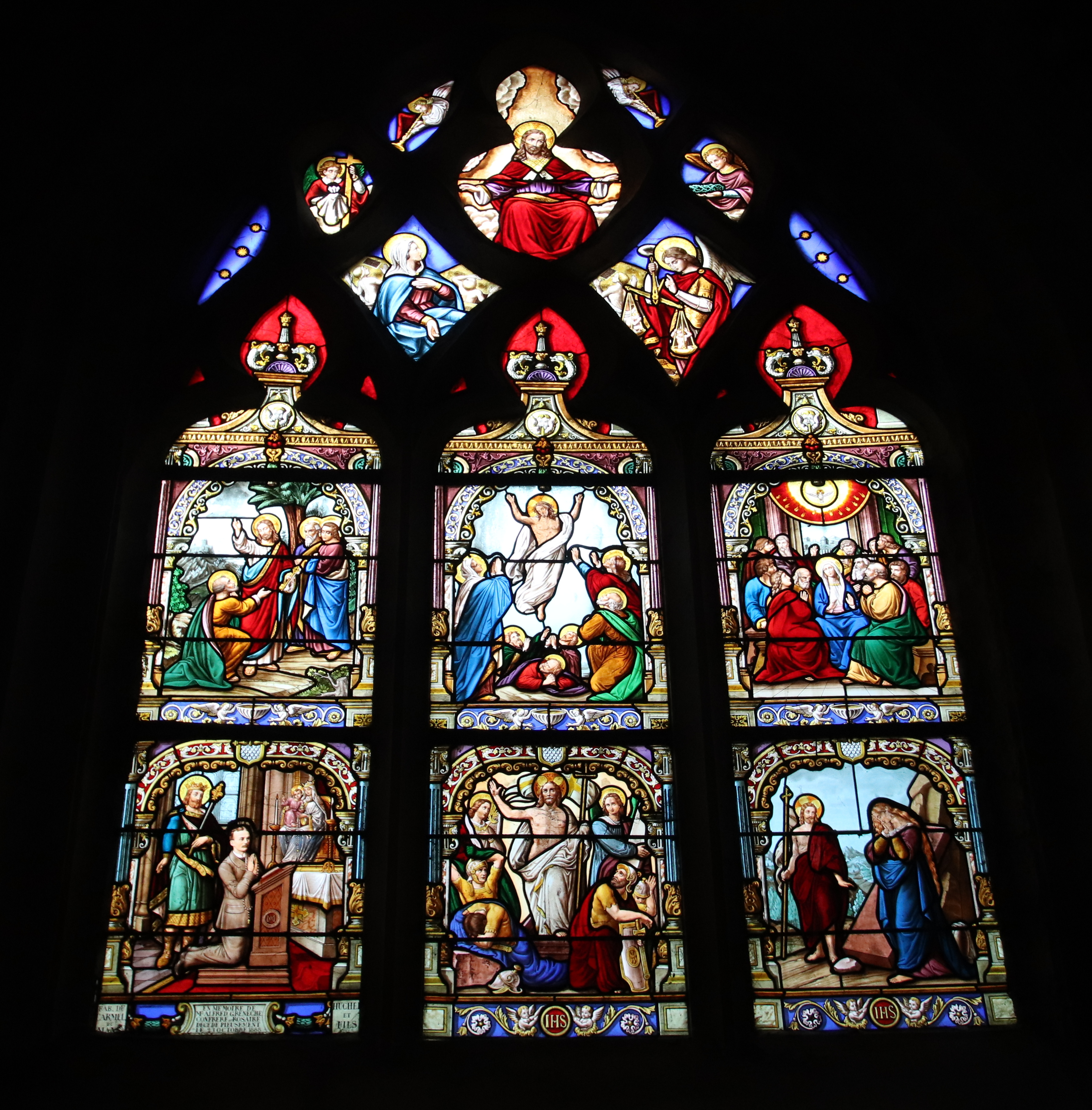
Carmel du Mans - Huchet et fils, en mémoire d'un confrère du Rosaire mort en 1888.
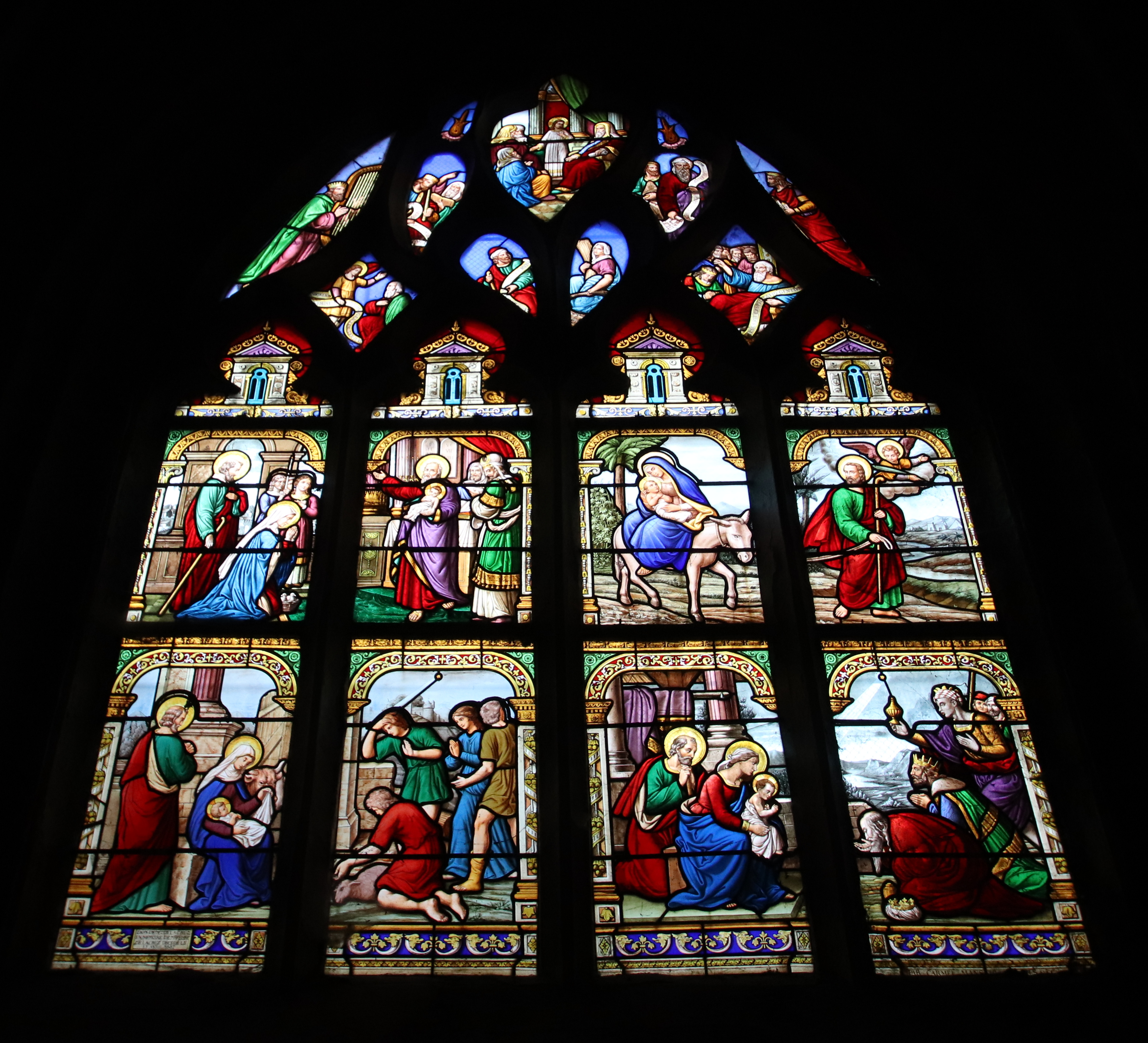
Carmel du Mans, en mémoire d'un mort décédé en 1887.
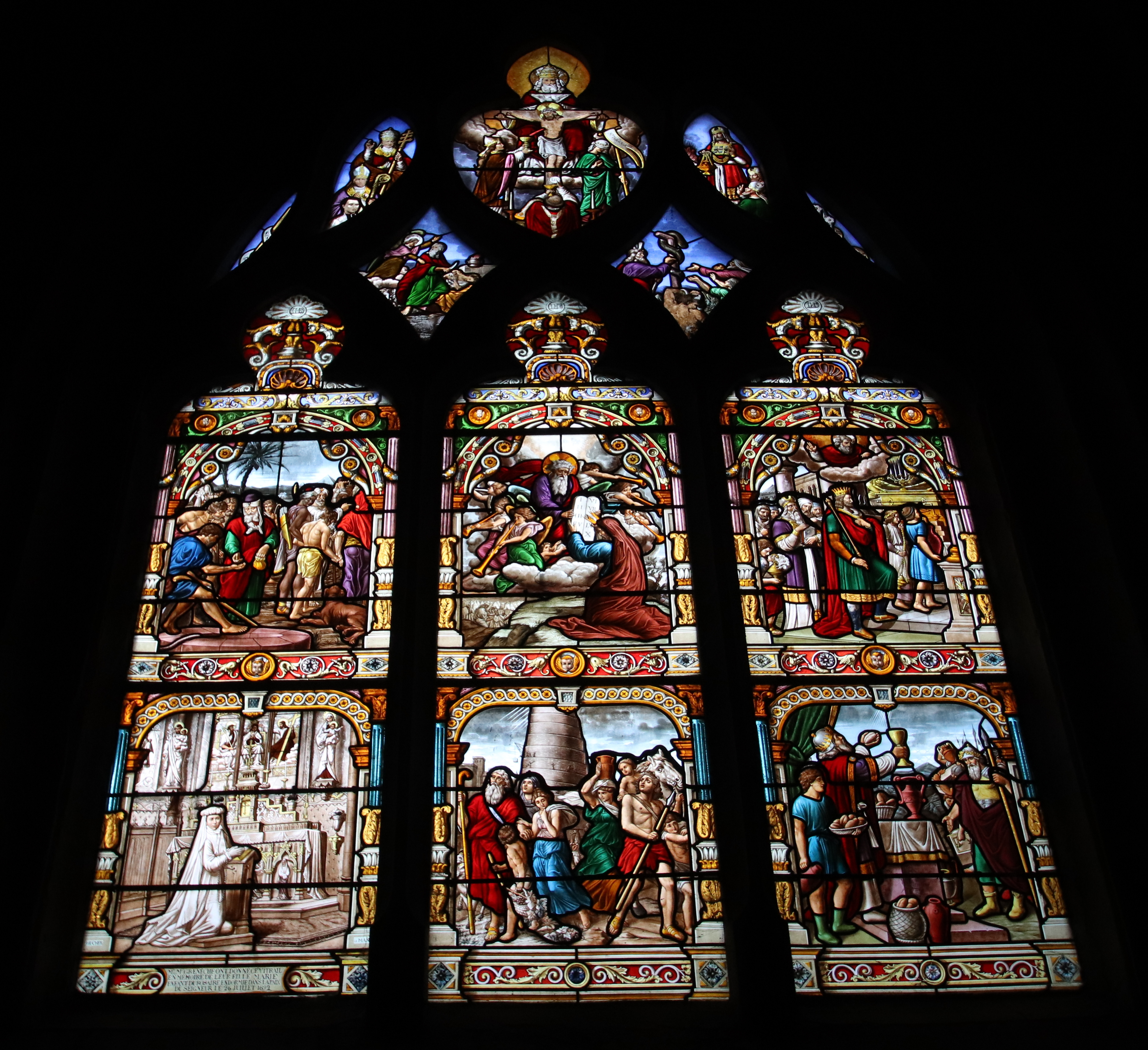
Hucher, Le Mans, en mémoire de Marie enfant du Rosaire morte en 1892.

## Paroisse et doyenné
L'église Saint-Jean-Baptiste de La Bazoche-Gouet fait partie de la paroisse Saint Lubin du Perche, rattachée au doyenné du Perche.